# Bruni (Texas)
Bruni é uma Região censo-designada localizada no estado norte-americano do Texas, no Condado de Webb.

## Demografia
Segundo o censo norte-americano de 2000, a sua população era de 412 habitantes.

## Geografia
De acordo com o United States Census Bureau tem uma área de 
3,4 km², dos quais 3,4 km² cobertos por terra e 0,0 km² cobertos por água. Bruni localiza-se a aproximadamente 237 m acima do nível do mar.

## Localidades na vizinhança
O diagrama seguinte representa as localidades num raio de 24 km ao redor de Bruni. 